# Фармер, Филип Хосе
Филип Хосе Фармер (англ. Philip José Farmer, 26 января 1918 — 25 февраля 2009) — американский писатель-фантаст, автор более полусотни романов и большого числа рассказов. Обычно именно Фармер считается первым автором, обратившимся к теме секса в научной фантастике.

## Биография
Родился 26 января 1918 года в городке Терре-Хот (Индиана). После окончания школы, в 1936 году, работал электромонтёром и одновременно учился в политехническом институте Брэдли (Пеория, штат Иллинойс) и Университете штата Миссури. Его отец был инженером и руководителем местной энергетической компании. Фармер был ненасытным читателем ещё в детстве, он говорил, что решил стать писателем уже в четвёртом классе. Он стал агностиком в возрасте 14 лет.
В 1941 году женился. Это событие заставило его бросить учёбу и перейти на достаточно тяжёлую и высокооплачиваемую работу — на сталеплавильный завод в Пеории, где он проработал следующие 11 лет контролёром и крановщиком. В 1949 году возобновляет обучение в теперь уже Университете Брэдли, который успешно заканчивает в 1950 году со степенью бакалавра английской филологии. Также он заканчивает Университет штата Аризона в Темпе.
Первым литературным успехом для Фармера стала опубликованная в 1952 году повесть «Любящие» (англ. The Lovers), рассказывающая о сексуальных отношениях между человеком и инопланетянкой. Она принесла ему премию Хьюго как лучшему новому автору. После этого он оставил свою работу на заводе, чтобы стать профессиональным писателем, принял участие в конкурсе издателя и вскоре выиграл первую премию в $4 000 за роман, который в дальнейшем послужил основой для серии «Речной мир». Однако книга не была опубликована в связи с банкротством издательства, и Фармер не получил денег. Литературный успех не принёс финансового благополучия, и в 1956 году он покинул Пеорию, чтобы начать карьеру технического писателя. Он провёл следующие 14 лет, работая в этом качестве на различных оборонных подрядчиков, но продолжал в свободное время писать фантастику.
Следующую премию Хьюго Фармер получил после публикации в 1967 году повести «Пассажиры с пурпурной карточкой» (англ. Riders of the Purple Wage) — стилизованной под «Поминки по Финнегану» Джеймса Джойса сатиры на футуристическое государство всеобщего благоденствия. Вскоре после этого, в 1969 году, Фармер снова смог стать профессиональным писателем. После возвращения обратно в Пеорию в 1970 году для него начался самый плодотворный период творчества, в котором за 10 лет было издано 25 его книг. Роман «Восстаньте из праха» (англ. To Yours Scattered Bodies Go, 1971) принёс ему третью премию Хьюго.
У Фармера среди критиков были как сторонники, так и недоброжелатели. Лесли Фидлер называл его «величайшим писателем-фантастом всех времён» и хвалил его подход к повествованию, его «гигантскую похоть, поглощающую весь космос, прошлое, настоящее и будущее, и извергающую это всё обратно». Айзек Азимов хвалил Фармера как отличного писателя-фантаста, даже более умелого, чем он сам. Однако Кристофер Леманн-Хаупт писал в 1972 году в The New York Times, что Фармер является «банальным работягой в жанре научной фантастики».
Филип Фармер умер 25 февраля 2009 года. На момент смерти у него с женой Бетти было двое детей, шесть внуков и четыре правнука.

### Серии книг
| Год                                              | Тип     | Русское название                                        | Оригинальное название       |
| ------------------------------------------------ | ------- | ------------------------------------------------------- | --------------------------- |
| Многоярусный мир / The World of Tiers            |         |                                                         |                             |
| 1965                                             | роман   | Создатель вселенных                                     | The Maker of Universes      |
| 1966                                             | роман   | Врата мироздания                                        | The Gates of Creation       |
| 1968                                             | роман   | Личный космос                                           | A Private Cosmos            |
| 1970                                             | роман   | За стенами Терры                                        | Behind the Walls of Terra   |
| 1977                                             | роман   | Лавалитовый мир                                         | The Lavalite World          |
| 1991                                             | роман   | Гнев Рыжего Орка                                        | Red Orc’s Rage              |
| 1993                                             | роман   | Больше чем огонь                                        | More Than Fire              |
| Мир одного дня / Dayworld                        |         |                                                         |                             |
| 1985                                             | роман   | Мир одного дня                                          | Dayworld                    |
| 1986                                             | роман   | Мир одного дня: бунтарь                                 | Dayworld Rebel              |
| 1990                                             | роман   | Мир одного дня: распад                                  | Dayworld Breakup            |
| Мир Реки / Riverworld                            |         |                                                         |                             |
| 1971                                             | роман   | Восстаньте из праха (В свои разрушенные тела вернитесь) | To Your Scattered Bodies Go |
| 1971                                             | роман   | Сказочный корабль                                       | The Fabulous Riverboat      |
| 1977                                             | роман   | Тёмные замыслы                                          | The Dark Design             |
| 1980                                             | роман   | Магический лабиринт                                     | The Magic Labyrinth         |
| 1983                                             | роман   | Боги Мира Реки                                          | Gods of Riverworld          |
| 1962                                             | роман   | Река вечности (ранняя версия первого романа)            | River of Eternity           |
| 1966                                             | повесть | Мир Реки                                                | Riverworld                  |
| 1992                                             | рассказ | Вверх по светлой реке                                   | Up the Bright River         |
| 1992                                             | рассказ | Кода                                                    | Coda                        |
| Истории об отце Кармоди / Father Carmody Stories |         |                                                         |                             |
| 1957                                             | повесть | Ночь света                                              | Night of Light              |
| 1960                                             | рассказ | Несколько миль                                          | A Few Miles                 |
| 1961                                             | рассказ | Прометей                                                | Prometheus                  |
| 1955                                             | повесть | Отец                                                    | Father                      |
| 1953                                             | рассказ | Отношения                                               | Attitudes                   |

### Другие
Остальные произведения Фармера можно условно разделить на несколько тематических групп.

#### Отношения рас
В первой исследуется весь спектр взаимоотношений между представителями различных рас: биологии, секса (включая инопланетный) и эротики.
| Год  | Тип     | Русское название | Оригинальное название                         |
| ---- | ------- | ---------------- | --------------------------------------------- |
| 1960 | роман   | Конец времён     | A Woman a Day                                 |
| 1961 | роман   | Любящие          | The Lovers                                    |
| 1954 | повесть | Растиньяк-Дьявол | Rastignac the Devil                           |
| 1968 | роман   | Образ зверя      | The Image of the Beast                        |
| 1969 | роман   | Апофеоз          | Blown, or Sketches Among the Ruins of My Mind |
| 1973 | роман   | Ловец душ        | Traitor to the Living                         |
| 1960 | роман   | Плоть            | Flesh                                         |
| 1965 | роман   | Дейра            | Dare                                          |
| 1964 | роман   | Внутри и снаружи | Inside Outside                                |

К этой группе относятся также многочисленные повести и рассказы.

#### Литературные мистификации
Вторую группу составляют произведения, которые можно определить как «литературные мистификации», своеобразные продолжения и дополнения знаменитых книг.
| Год                                       | Тип   | Русское название            | Оригинальное название                                        |
| ----------------------------------------- | ----- | --------------------------- | ------------------------------------------------------------ |
| Трилогия «Лорд Грандрит» / Lord Grandrith |       |                             |                                                              |
| 1969                                      | роман | Пир потаённый               | A Feast Unknown: Volume IX of the Memories Of Lord Grandrith |
| 1970                                      | роман | Повелитель деревьев         | Lord of the Trees                                            |
| 1970                                      | роман | Безумный гоблин             | Mad Goblin                                                   |
| Другие романы                             |       |                             |                                                              |
| 1971                                      | роман | Небесные киты Измаила       | The Wind Whales of Ishmael                                   |
| 1970                                      | роман | Властелин Тигр              | Lord Tyger                                                   |
| 1972                                      | роман |                             | Tarzan Alive: A Definitive Biography of Lord Greystoke       |
| 1972                                      | роман | Последний дар времени       | Time’s Last Gift                                             |
| 1974                                      | роман |                             | Hadon of Ancient Opar                                        |
| 1976                                      | роман |                             | Flight to Opar                                               |
| 1973                                      | роман |                             | Doc Savage: His Apocalyptic Life                             |
| 1991                                      | роман |                             | Doc Savage: Escape from Loki: Doc Savage’s First Adventure   |
| 1973                                      | роман | Другой журнал Филеаса Фогга | The Other Log of Phileas Fogg                                |
| 1974                                      | роман |                             | The Adventures of the Peerless Peer, by John H. Watson, M.D. |
| 1975                                      | роман |                             | Venus on the Half-Shell                                      |
| 1982                                      | роман |                             | A Barnstormer of Oz                                          |

#### Отдельные произведения
Третью группу составляют отдельные произведения, не вошедшие в серии и вышеупомянутые группы (список не является полным).
| Год  | Тип     | Русское название           | Оригинальное название      |
| ---- | ------- | -------------------------- | -------------------------- |
| 1957 | роман   | Одиссея Грина              | The Green Odyssey          |
| 1961 | рассказ | Языки луны                 | Tongues of the Moon        |
| 1962 | роман   |                            | The Cache from Outer Space |
| 1966 | роман   | Врата времени              | The Gate of Time           |
| 1970 | роман   | Пробуждение каменного бога | The Stone God Awakens      |
| 1976 | роман   |                            | Ironcastle                 |
| 1979 | роман   | Иисус на Марсе             | Jesus on Mars              |
| 1979 | роман   |                            | Dark Is the Sun            |
| 1981 | роман   | Бессмысленная маска        | The Unreasoning Mask       |

## Экранизации
По мотивам серии «Мир реки» снято два телевизионных фильма:
- 2003 — Боги речного мира (Riverworld, Канада)[10]
- 2010 — Боги речного мира (Riverworld, Канада-США)[11]